# Downingia pulchella
Downingia pulchella es una especie de planta herbácea perteneciente a la familia de las campanuláceas. Es originaria de California, donde es residente de las charcas primaverales y otros lugares húmedos en la parte central de la Sierra de Tehachapi hasta la bahía de San Francisco.

## Descripción
Es una planta anual que produce un tallo erecto, ramificado, que tiene generalmente una flor tubular en la parte superior de cada rama. El labio superior de la flor se compone de dos lóbulos estrechos y puntiagudos que normalmente se doblan hacia fuera y son de color lavanda o blanco. El labio inferior es del mismo color y consta de tres lóbulos fusionados, cada uno de los cuales puede tener un diente. En el centro del labio inferior tiene un área grande de color blanco con dos manchas de color amarillo brillante y pequeñas manchas oscuras moradas cerca de la boca del tubo. Un gran antera asoma fuera de la boca de la flor en un tallo de estambres fusionados. La flor mide de uno a dos centímetros de ancho. El fruto es una cápsula de tres a siete centímetros de largo.

## Taxonomía
Downingia pulchella fue descrita por (Lindl.) Torr. y publicado en Reports of explorations and surveys : to ascertain the most practicable and economical route for a railroad from the Mississippi River to the Pacific Ocean, made under the direction of the Secretary of War 4(5): 116. 1857.
Sinonimia
- Bolelia pulchella (Lindl.) Greene
- Bolelia pulchella f. alba Voss
- Bolelia pulchella f. atrocinerea Voss
- Bolelia pulchella f. atropurpurea Voss
- Clintonia pulchella Lindl. basónimo
- Clintonia pulchella var. pumila Benth.[2]